# Desa Wonorejo Kulon
Desa Wonorejo Kulon är en administrativ by i Indonesien.   Den ligger i provinsen Jawa Tengah, i den västra delen av landet, 400 km sydost om huvudstaden Jakarta.